# عائشة سينه برور سلطان
عائشة سينه برور سلطان (بالتركية العثمانية: سینه پرور سلطان)، (1761 – 11 ديسمبر عام 1828) وتُسمى أيضًا عائشة (بالتركية العثمانية: عایشه)، هي إحدى زوجات السلطان العثماني عبد الحميد الأول، والسلطانة الأم للسلطان مصطفى الرابع.

## حياتها
قامت سینة برور سلطان بدور السلطانة الأم لمدة ثلاثة عشر شهرًا وهي فترة حكم مصطفى الرابع من 29 مايو 1807 حتى 28 يوليو 1808، حيث سقط حكم ابنها نتيجة التمرد الذي قاده علمدار مصطفى باشا لإعادة سليم الثالث للحكم، وإعدام الثائرين، ولكن مصطفى قام بإعدام سليم الثالث، وبالرغم من ذلك تمت الإطاحة بمصطفى واستبداله بمحمود الثاني.
عاشت سینة برور سلطان أكثر من عشرين عامًا بعد إعدام مصطفى الرابع تحت حكم محمود الثاني، وتوفيت في 11 ديسمبر عام 1828 في القسطنطينية، ودفنت بجانب نافورة فناء من مسجد أيوب سلطان في أيوب بإسطنبول.

## أبناؤها
أنجبت سینة برور سلطان أربعة أطفال من السلطان عبد الحميد الأول، هم:
- شهزاده سلطان أحمد (8 ديسمبر 1776 – 18 ديسمبر 1778).[7]
- أسماء سلطان (17 يوليو 1778 – 4 يونيو 1848)،[8][9] تزوجت في 29 مايو 1792 من كوجك حسين باشا قائد البحرية العثمانية (توفي في 8 يناير 1803).[10]
- مصطفى الرابع (حكم 1807-1808).
- فاطمة سلطان (12 ديسمبر 1782 – 11 يناير 1786).[11]